# Jüdische Gemeinschaft Schleswig-Holstein
Die Jüdische Gemeinschaft Schleswig-Holstein K.d.ö.R. ist eine von zwei Interessensvertretungen jüdischer Gemeinden in Schleswig-Holstein. Ihr gehören die der orthodoxen Strömung folgenden Gemeinden von Lübeck, Flensburg sowie Kiel und Region an.

## Geschichte
Von 1912 bis zur Zeit des Nationalsozialismus bestand der Verband der Jüdischen Gemeinden Schleswig-Holsteins und der Hansestädte. Nach der Schoah gab es die Jüdische Gemeinschaft von Schleswig-Holstein, bis sie sich 1968 wegen Mitgliedermangel auflöste. Durch die Zuwanderung von Juden aus der ehemaligen Sowjetunion in den 1990er Jahren erhielt das jüdische Leben in Schleswig-Holstein wie in Deutschland insgesamt neue Impulse. Die Jüdische Gemeinschaft Schleswig-Holstein wurde im Oktober 2004 neben dem seit 2002 bestehenden, die liberale Strömung vertretenden Landesverband der Jüdischen Gemeinden von Schleswig-Holstein als zweiter jüdischer Landesverband in Schleswig-Holstein gegründet. Vor der Gründung hatten in Kiel und Flensburg lokale Gemeindezentren der Jüdischen Gemeinde Hamburg existiert, deren eigenständige Nachfolgegemeinden sich nun mit der jüdischen Gemeinde Lübeck zusammenschlossen.
Am 25. Januar 2005 schloss das Land Schleswig-Holstein mit beiden jüdischen Landesverbänden den Staatsvertrag „über die Förderung des jüdischen Lebens in Schleswig-Holstein“. Die Jüdische Gemeinschaft Schleswig-Holstein ist seit November 2005 ein Mitgliedsverband im Zentralrat der Juden in Deutschland. Der Verband ist Mitglied der Gesellschaft für Christlich-Jüdische Zusammenarbeit Schleswig-Holstein e.V.
2020 hatte die Jüdische Gemeinschaft Schleswig-Holstein nach Angaben des Zentralrats der Juden 1092 Mitglieder. Landesrabbiner der Jüdischen Gemeinschaft Schleswig-Holstein ist seit 2008 Dov-Levy Barsilay, Vorsitzender des Landesverbandes ist Igor Wolodarski, der zugleich auch die Kieler Gemeinde leitet.